# Reinaldo Conrad
Reinaldo Conrad (São Paulo, 31 de maio de 1942) é um velejador brasileiro. Navegando na classe Flying Dutchman em cinco edições dos Jogos Olímpicos, conquistou a  primeira medalha olímpica do Brasil na Vela - em dupla com Burkhard Cordes - com um bronze nos Jogos Olímpicos de 1968, e repetiu a dose em Montreal 1976 com Peter Ficker.
Além das medalhas olímpicas, Conrad é tricampeão pan-americano nas classes Snipe e Flying Dutchman, com medalhas conquistadas nos Pans de Chicago 1959, São Paulo 1963, Winnipeg 1967 e Cidade  do México 1975 (regatas realizadas em Cancún).
Começou a velejar pelo Yacht Club Santo Amaro, um clube de iatismo  fundado às margens da represa de Guarapiranga, na cidade de São Paulo, por imigrante alemães, na década de 50. É formado em engenharia aeronáutica. Se afastou da vela em 1985 para se tornar engenheiro e empresário. Em 2008, voltou a competir na classe Star. Tem um filho, Marc Conrad, que também é velejador, especializado em windsurf.
O diretor Murilo Salles fez um documentário contando a sua vida de velejador, Reinaldo Conrad: a origem do iatismo vencedor.